# Cloud Dancers
Cloud Dancers è il quarto album gruppo musicale norvegese Pellek, pubblicato indipendentemente il 6 dicembre 2014.

## Tracce
1. Enveloped in Smoke (Dead Night) – 3:52
2. The Grey Ballet – 3:41
3. Tempest – 4:16
4. Restless Butterfly – 3:42
5. Dragonflight – 3:56
6. On the Lion's Back – 3:32
7. Cloud Dancers – 3:26
8. Carillon Canticle – 3:01
9. Battle Supreme – 3:20

## Formazione
- PelleK - voce, basso, piano, tastiera